# Catocala lupina
Catocala lupina är en fjärilsart som beskrevs av Herrich-Schäffer 1846. Catocala lupina ingår i släktet Catocala och familjen nattflyn. Inga underarter finns listade i Catalogue of Life.